# El-Ouali Moustapha Sayed
Pour les articles homonymes, voir Sayed.
 (juin 2024).
La mise en forme du texte ne suit pas les recommandations de Wikipédia : il faut le « wikifier ».
Les points d'amélioration suivants sont les cas les plus fréquents. Le détail des points à revoir est peut-être précisé sur la page de discussion.
- Les titres sont pré-formatés par le logiciel. Ils ne sont ni en capitales, ni en gras.
- Le texte ne doit pas être écrit en capitales (les noms de famille non plus), ni en gras, ni en italique, ni en « petit »…
- Le gras n'est utilisé que pour surligner le titre de l'article dans l'introduction, une seule fois.
- L'italique est rarement utilisé : mots en langue étrangère, titres d'œuvres, noms de bateaux, etc.
- Les citations ne sont pas en italique mais en corps de texte normal. Elles sont entourées par des guillemets français : « et ».
- Les listes à puces sont à éviter, des paragraphes rédigés étant largement préférés. Les tableaux sont à réserver à la présentation de données structurées (résultats, etc.).
- Les appels de note de bas de page (petits chiffres en exposant, introduits par l'outil «  Source ») sont à placer entre la fin de phrase et le point final[comme ça].
- Les liens internes (vers d'autres articles de Wikipédia) sont à choisir avec parcimonie. Créez des liens vers des articles approfondissant le sujet. Les termes génériques sans rapport avec le sujet sont à éviter, ainsi que les répétitions de liens vers un même terme.
- Les liens externes sont à placer uniquement dans une section « Liens externes », à la fin de l'article. Ces liens sont à choisir avec parcimonie suivant les règles définies. Si un lien sert de source à l'article, son insertion dans le texte est à faire par les notes de bas de page.
- La présentation des références doit suivre les conventions bibliographiques. Il est recommandé d'utiliser les modèles {{Ouvrage}}, {{Chapitre}}, {{Article}}, {{Lien web}} et/ou {{Bibliographie}}. Le mode d'édition visuel peut mettre en forme automatiquement les références.
- Insérer une infobox (cadre d'informations à droite) n'est pas obligatoire pour parachever la mise en page.

Pour une aide détaillée, merci de consulter Aide:Wikification.
Si vous pensez que ces points ont été résolus, vous pouvez retirer ce bandeau et améliorer la mise en forme d'un autre article.
El-Ouali Moustapha Sayed, né en 1949 à Bir Lehlou et mort le 9 juin 1976 à Nouakchott, est un dirigeant du Front Polisario et de la République arabe sahraouie démocratique (RASD) proclamée par le Polisario.

## Biographie

### Jeunesse
El Ouali Mustafa Sayed est né en 1949 dans un campement nomade sahraoui quelque part dans les plaines du désert dans l'est du Sahara espagnol ou le nord de la Mauritanie, bien que la plupart des sources donnent son lieu de naissance comme Bir Lahlou, un endroit qui est symbolique pour le Front Polisario pour avoir été le lieu de la proclamation de la République arabe sahraouie démocratique. Ses parents étaient pauvres et son père handicapé, et avec la somme de la grave sécheresse sur le Sahara cette année-là et les conséquences de la guerre d'Ifni, la famille a dû abandonner le mode de vie traditionnel bédouin des sahraouis, s'installant près de Tan-Tan, au Maroc, à la fin des années 1950. Certaines sources ont déclaré que la famille de Sayed avait été expulsée parmi d'autres au Maroc par les autorités espagnoles en 1960.
Sayed est allé à l'école primaire de Tan-Tan en 1962, puis à l'institut islamique de Taroudannt en 1966 avec des résultats impressionnants, recevant des bourses pour fréquenter l'université Mohammed V de Rabat en 1970. Là, il a étudié le droit et les sciences politiques, et a rencontré d'autres jeunes membres de la diaspora sahraouie, qui comme lui ont été touchés par le radicalisme qui balayait les universités marocaines au début des années 1970, fortement influencé par les évènements de mai 1968 en France. Il a été le premier ancien élève de l'histoire des universités marocaines à avoir obtenu une ponctuation de 19 sur 20 en droit constitutionnel, donc il a voyagé en Europe pour la seule fois de sa vie à cette époque, visitant Amsterdam aux Pays-Bas et Paris en France.

### Front Polisario
Sayed est devenu de plus en plus perturbé par la domination coloniale espagnole oppressive sur ce qui était alors connu sous le nom de Sahara espagnol, et bien que jamais impliqué dans le Mouvement pour la libération de Saguia el Hamra et Wadi el Dhahab, la nouvelle du soulèvement de Zemla l'a profondément impressionné, donc en 1972, il est retourné à Tan-Tan, où il a commencé à organiser un groupe appelé le Mouvement embryonnaire pour la libération de Saguia el-Hamra et Río de Oro.
Après une manifestation sahraouie à Tan-Tan en juin 1972, un groupe de 20 participants dont Sayed ont été arrêtés et torturés par la police marocaine, puis il a rencontré d'autres groupes de sahraouis du Sahara occidental, de l'Algérie et de la Mauritanie, et en 1973 il a fondé avec eux le Front Polisario. Quelques jours après la fondation du Front Polisario, Sayed et Brahim Ghali ont dirigé un groupe de six guérilleros mal armés lors du raid de Khanga du 20 mai 1973, première action armée du Front Polisario contre Khanga, un poste militaire espagnol dans le désert.
Sayed et un autre combattant ont été brièvement capturés, mais ils ont réussi à s'échapper lorsque la patrouille restante dirigée par Ghali a envahi les troupes espagnoles mal préparées. L'assaut de Khanga devait être suivie d'attaques similaires contre des cibles isolées, au cours desquelles le Front Polisario a rassemblé des armes et du matériel, jusqu'à ce qu'il puisse enfin entrer dans une guérilla à grande échelle.
En avril 1974, Sayed a dirigé la délégation du Front Polisario qui a pris part à la réunion du Mouvement panafricain de la jeunesse à Benghazi, en Libye, et en août 1974, Sayed a été élu secrétaire général du Front Polisario, en remplacement de Ghali à ce poste.
En 1974-1975, le Front Polisario a lentement pris le contrôle de la campagne désertique et est rapidement devenu l'organisation nationaliste la plus importante du pays. En 1975, l'Espagne avait été forcée de se retirer dans les grandes villes côtières, et a accepté à contrecœur des négociations sur la cession du pouvoir, mais à ce stade, le Front Polisario est resté une organisation relativement petite de peut-être 800 combattants et militants, bien que soutenue par un réseau beaucoup plus grand de sympathisants.

### Exil et guerre du Sahara occidental
Après l'invasion conjointe maroco-mauritanienne du Sahara occidental à la fin de 1975 et les raids aériens marocains sur les colonnes de réfugiés sahraouis dans le désert, Sayed les a escortés en exil dans les camps de réfugiés de Tindouf, en Algérie, et de là, en tant que secrétaire général du Front Polisario, il a présidé à la création de la République arabe sahraouie démocratique. La République arabe sahraouie démocratique est effectivement devenue le gouvernement d'environ 60 000 personnes en 1976, hébergées dans les camps de réfugiés de Tindouf, et à ce stade, le Front Polisario, soutenu par l'Algérie et la Libye, a renforcé une guerre de guérilla contre le Maroc et la Mauritanie, qui disposaient de forces et d'armements nettement plus importants, principalement d'origine française et espagnole.

### Mort
Le 9 juin 1976, Sayed est tué par un éclat d'obus qu'il a pris dans la tête en revenant d'un raid majeur du Front Polisario sur la capitale mauritanienne, Nouakchott, dans lequel ils ont bombardé le palais présidentiel. Dans la retraite, poursuivi par les troupes mauritaniennes, les véhicules blindés et l'aviation, un groupe avec Sayed séparé de la colonne principale, se dirige vers Bennechab, à environ 100 km au nord de Nouakchott, avec l'intention de détruire la canalisation d'eau qui alimente la capitale.
Le corps de Sayed a été envoyé à Nouakchott et enterré secrètement sur un terrain militaire en 1996, 20 ans après sa mort, bien que l'endroit exact de ses repos a été révélé, où il repose toujours. Son poste de secrétaire général a été brièvement assumé à titre intérimaire par Mahfoud Ali Beiba, qui a ensuite été remplacé par Mohammed Abdelaziz lors du 3ème congrès populaire général du Front Polisario en août 1976.